# Black Bullet
Black Bullet (ブラック・ブレット?, Burakku Buretto) è una serie di light novel scritta da Shiden Kanzaki ed illustrata da Saki Ukai. Edita da ASCII Media Works, è composta da sette romanzi pubblicati sotto l'etichetta Dengeki Bunko tra il 10 luglio 2011 e il 10 aprile 2014. Un adattamento manga di Morinohon è stato serializzato sulla rivista Dengeki Maoh della ASCII Media Works tra agosto 2012 e giugno 2014. Un adattamento anime, prodotto dalla Kinema Citrus, è stato trasmesso in Giappone tra l'8 aprile e il 1º luglio 2014.

## Trama

Rentarō Satomi ed Enju Aihara

Nell'anno 2021 l'umanità è stata decimata dall'epidemia del Gastrea, un virus che ha costretto gli esseri umani a vivere vicino a dei monoliti fatti di varanium per la capacità del metallo di sottomettere il parassita. Poco dopo compaiono i "bambini maledetti", ossia bambini affetti dal Gastrea sin dalla nascita e dotati di poteri sovrumani, che sono tutti di genere femminile a causa dell'effetto del parassita. Per fronteggiare quindi il pericolo del Gastrea, vengono create apposta delle agenzie di sicurezza che agiscono in coppie formate da un Initiator (un bambino maledetto) e un Promoter (un umano incaricato di controllare il proprio Initiator).
Dieci anni dopo l'epidemia, Rentarō Satomi, uno studente di scuola superiore nonché Promoter dell'agenzia di sicurezza della sua amica d'infanzia Kisara Tendō, ed Enju Aihara, la sua Initiator, ricevono una missione segreta per prevenire la distruzione dell'area di Tokyo.

## Personaggi

### Sicurezza Civile Tendō
Rentarō Satomi (里見 蓮太郎?, Satomi Rentarō)
Doppiato da: Yūki Kaji
Il protagonista della storia. Studente del secondo anno del liceo Magata, è un Promoter dell'agenzia di sicurezza civile Tendō. I suoi genitori sono morti dieci anni prima dell'inizio della storia nella guerra contro i Gastrea. In seguito fu adottato dalla famiglia Tendō, ma se ne distanziò insieme a Kisara. Dopo aver perso la gamba destra, il braccio destro e l'occhio sinistro per proteggere Kisara dai Gastrea, fu salvato dalla dottoressa Sumire, appartenente al "Piano per la creazione del nuovo genere umano", che sostituì le parti perdute con protesi in Varanium. Ha una natura gentile e sincera ed è uno dei pochi che prova simpatia verso le bambine maledette, ritrovandosi spesso in situazioni estreme pur di aiutarle. Questa sua caratteristica porta molte bambine maledette a interessarsi a lui o a esserne infatuate. Combatte praticando le arti marziali Tendō e impugnando una pistola nera XD che spara proiettili in Varanium.
Enju Aihara (藍原 延珠?, Aihara Enju)
Doppiata da: Rina Hidaka
Una bambina maledetta che fa da Initiator modello Coniglio a Rentarō presso l'agenzia di sicurezza civile Tendō. Coinquilina di Rentarō, si fa accompagnare normalmente a scuola da lui fino a quando la sua condizione di bambina maledetta non viene scoperta. Quando ha incontrato per la prima volta Rentarō all'Organizzazione di Supervisione Internazionale degli Initiator, era fredda e diffidente, ma dopo averlo conosciuto meglio ed essersi affezionata a lui è diventata una sua compagna inseparabile. È una fan dell'anime Tenchū Girls.
Kisara Tendō (天童 木更?, Tendō Kisara)
Doppiata da: Yui Horie
Tina Sprout (ティナ・スプラウト?, Tina Supurauto)
Doppiata da: Tomoyo Kurosawa

### Tokyo Area
Seitenshi (聖天子?, Seitenshi)
Doppiata da: Aki Toyosaki
Kikunojō Tendō (天童 菊之丞?, Tendō Kikunojō)
Doppiato da: Tamio Ōki
Miori Shiba (聖天子?, Shiba Miori)
Doppiata da: Ami Koshimizu
Kagetane Hiruko (蛭子 影胤?, Hiruko Kagetane)
Doppiato da: Rikiya Koyama
Kohina Hiruko (蛭子 影胤?, Hiruko Kohina)
Doppiata da: Aoi Yūki

## Media

### Light novel
La serie di light novel è stata scritta da Shiden Kanzaki con le illustrazioni di Saki Ukai. Il primo volume è stato pubblicato sotto l'etichetta Dengeki Bunko della ASCII Media Works il 10 luglio 2011, mentre il settimo ed ultimo il 10 aprile 2014.
| Nº | Titolo italiano (traduzione letterale) Giapponese 「Kanji」 - Rōmaji                                   | Data di prima pubblicazione            | Data di prima pubblicazione |
| Nº | Titolo italiano (traduzione letterale) Giapponese 「Kanji」 - Rōmaji                                   | Giapponese                             |                             |
| 1  | Coloro che aspirano a diventare dèi 「神を目指した者たち」 - Kami o mezashita mono tachi               | 10 luglio 2011 ISBN 978-4-04-870596-7  |                             |
| 2  | VS il cecchino ingegnoso 「VS神算鬼謀の狙撃兵」 - VS shinsan kibō no sogekihei                         | 10 ottobre 2011 ISBN 978-4-04-870820-3 |                             |
| 3  | La distruzione del mondo ad opera delle fiamme 「炎による世界の破滅」 - Honoo ni yoru sekai no hametsu | 10 maggio 2012 ISBN 978-4-04-886477-0  |                             |
| 4  | La vendetta è mia 「復讐するは我にあり」 - Fukushū suru wa ware ni ari                                 | 10 agosto 2012 ISBN 978-4-04-886797-9  |                             |
| 5  | Rentarō Satomi, il fuggitivo 「逃亡犯、里見蓮太郎」 - Tōbōhan, Satomi Rentarō                          | 10 luglio 2013 ISBN 978-4-04-891761-2  |                             |
| 6  | Il vagabondo del Purgatorio 「煉獄の彷徨者」 - Rengoku no hōkōsha                                      | 10 ottobre 2013 ISBN 978-4-04-866008-2 |                             |
| 7  | Il proiettile della rivoluzione del mondo 「世界変革の銃弾」 - Sekai henkaku no jūdan                  | 10 aprile 2014 ISBN 978-4-04-866472-1  |                             |

### Manga
L'adattamento manga, scritto da Shiden Kanzaki e disegnato da Morinohon, è stato serializzato sul Dengeki Maoh della ASCII Media Works dal 27 agosto 2012 al 27 giugno 2014. Quattro volumi tankōbon sono stati pubblicati tra maggio 2013 e giugno 2014.

#### Volumi
| Nº | Data di prima pubblicazione | Data di prima pubblicazione | Data di prima pubblicazione |
| Nº | Giapponese                  | Giapponese                  |                             |
| -- | --------------------------- | --------------------------- | --------------------------- |
| 1  | 27 maggio 2013              | ISBN 978-4-04-891196-2      |                             |
| 2  | 10 luglio 2013              | ISBN 978-4-04-891805-3      |                             |
| 3  | 10 ottobre 2013             | ISBN 978-4-04-891970-8      |                             |
| 4  | 27 giugno 2014              | ISBN 978-4-04-866665-7      |                             |

### Anime
L'adattamento anime è stato annunciato al festival autunnale della Dengeki Bunko il 6 ottobre 2013. La serie televisiva, prodotta dalla Kinema Citrus e diretta da Masayuki Kojima, è andata in onda dall'8 aprile al 1º luglio 2014. Le sigle di apertura e chiusura sono black bullet dei fripSide e Tokohana (トコハナ?) di Nagi Yanagi. In varie parti del mondo, tra cui più tardi l'Italia, gli episodi sono stati trasmessi in streaming, in contemporanea col Giappone, da Crunchyroll.

#### Episodi
| Nº | Titolo italiano Giapponese 「Kanji」 - Rōmaji                                                                                  | In onda        | In onda |
| Nº | Titolo italiano Giapponese 「Kanji」 - Rōmaji                                                                                  | Giapponese     |         |
| 1  | L'ultima speranza 「最後の希望」 - Saigo no kibō                                                                               | 8 aprile 2014  |         |
| 2  | La maschera della pazzia 「狂気の仮面」 - Kyōki no kamen                                                                       | 16 aprile 2014 |         |
| 3  | I bambini del fato 「運命の子供たち」 - Unmei no kodomotachi                                                                   | 22 aprile 2014 |         |
| 4  | Proiettile nero 「黒の銃弾」 - Kuro no jūdan                                                                                   | 29 aprile 2014 |         |
| 5  | L'assassino nero cremisi 「紅黒の暗殺者」 - Beni kuro no ansatsusha                                                            | 6 maggio 2014  |         |
| 6  | Tragica ironia 「トラジック・アイロニー」 - Torajikku aironī                                                                   | 13 maggio 2014 |         |
| 7  | Il cielo dell'alba, nella quiete di una notte al chiaro di luna 「静寂の月夜、夜明けの空」 - Seijaku no tsukiyo, yoake no sora | 20 maggio 2014 |         |
| 8  | Il monumento al confine 「境界線の石碑」 - Kyōkai sen no sekihi                                                                | 27 maggio 2014 |         |
| 9  | I protettori della barriera 「結界の守人」 - Kekkai no morito                                                                  | 3 giugno 2014  |         |
| 10 | La battaglia per la difesa dell'area di Tokyo 「東京エリア防衛戦」 - Tōkyō eria bōei-sen                                       | 10 giugno 2014 |         |
| 11 | Il cuore di Taurus, la lancia di luce 「タウルスの心臓、光の槍」 - Taurusu no shinzō, hikari no yari                           | 17 giugno 2014 |         |
| 12 | Punto critico 「クライシス ポイント」 - Kuraishisu pointo                                                                      | 24 giugno 2014 |         |
| 13 | Coloro che aspirano a diventare delle divinità 「神を目指した者たち」 - Kami o mezashita mono tachi                            | 1º luglio 2014 |         |